# Grifeo
Grifeo di Partanna è un'antica famiglia nobiliare della Sicilia.

## La storia

### Le origini della baronia
Il nucleo originario della famiglia in Sicilia sorse nel centro fortificato di Partanna (in provincia di Trapani), divenuto baronia nel 1092 con le terre del circondario e concesso a Giovanni I Grifeo Maniace, per aver salvato la vita a Ruggero I in occasione di uno scontro con i Saraceni. Il figlio di Giovanni, Ugone, partecipò all'incoronazione di Ruggero II a Palermo nel 1130 e la baronia fu concessa ufficialmente al figlio Giovanni II con il privilegio emanato dal re Ruggero II nel 1139.

### Origini leggendarie
Secondo la leggenda la famiglia avrebbe avuto origini bizantine. La famiglia discenderebbe infatti da Leone Foca, figlio del generale bizantino Barda Foca il vecchio che aveva militato sotto l'imperatore Costantino VII. Leone Foca avrebbe sconfitto in battaglia un capo bulgaro di nome "Graffeo", forma più antica di "Grifeo", ottenendo per la vittoria dall'imperatore Giovanni I il governo dell'isola di Creta, e avrebbe adottato l'insegna con il grifone, da cui sarebbe derivato il soprannome Grifeo. Leone Foca sarebbe quindi morto nel 970 durante una spedizione in Sicilia condotta dal generale Niceforo Foca, più tardi divenuto imperatore. Da Leone sarebbe disceso un certo Euripione o Auripione Graffeo, che da Candia si sarebbe spostato in Sicilia con il generale bizantino Giorgio Maniace principe e Vicario dell'Imperatore di Costantinopoli, contro i Saraceni. Euripione in seguito alle vittorie ottenute avrebbe eretto a Messina una chiesa in onore della Madonna e sarebbe in seguito ritornato a Candia con due dei tre figli, mentre il terzo, Giovanni Graffeo, rimasto in Sicilia a combattere i Saraceni con i Normanni sarebbe stato il capostipite della famiglia siciliana.

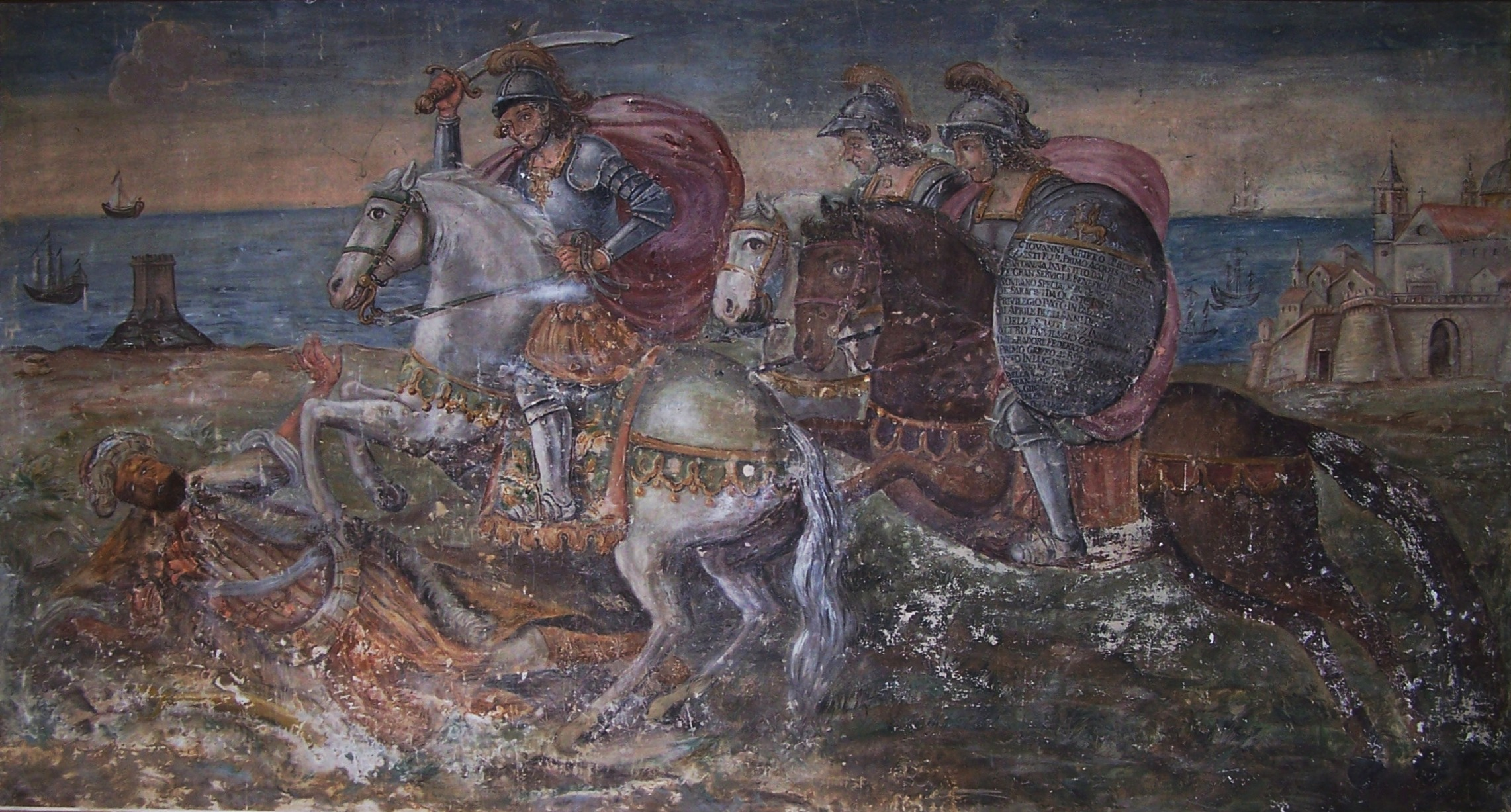
Affresco sulle origini Grifeo in Sicilia nella sala delle feste del Castello Grifeo di Partanna

### Storia successiva
Nel 1243 Federico II rinnovò la concessione feudale a Goffredo I Grifeo, barone di Partanna con un diploma che in parte ricalca il documento del XII secolo.
Bartolomeo Grifeo Maniace, nipote di Giovanni III Grifeo, terzo barone di Partanna, fu straticoto di Messina ed ebbe un ruolo nella rivolta dei Vespri siciliani del 1282, durante l'assedio posto alla città tra la fine di maggio e il 26 settembre da Carlo I d'Angiò.
Il centro di Partanna si ingrandì intorno all'edificio fortificato che ne costituiva il nucleo e fu racchiuso da mura nel XIV secolo.
Sotto Pietro IV d'Aragona Giovanni IV Grifeo, settimo barone di Partanna, fu nel 1314 governatore di Sutera e sposò Chimene (o Ximenes) d'Arenos, nobile catalana. Il figlio Benvenuto I Grifeo (1309-1392), fu al servizio del re in Catalogna e in Sardegna e "ammiraglio dell'armata marittima" per soccorrere i castelli di Chirra, San Michele, Collari e altri della stessa Sardegna. Soggiogati i ribelli ebbe il feudo sardo di Galtellin col titolo di visconte e nel Regno di Sicilia la baronia di Misirrindino.
Guglielmo Giovanni Grifeo fu nel 1338 vescovo di Lipari e successivamente di Patti.

Nel 1392 Giorgio Grifeo partecipò nella zona di Mazara del Vallo alla lotta contro i Chiaramonte che avevano capeggiato una coalizione contro il re Martino I di Aragona.

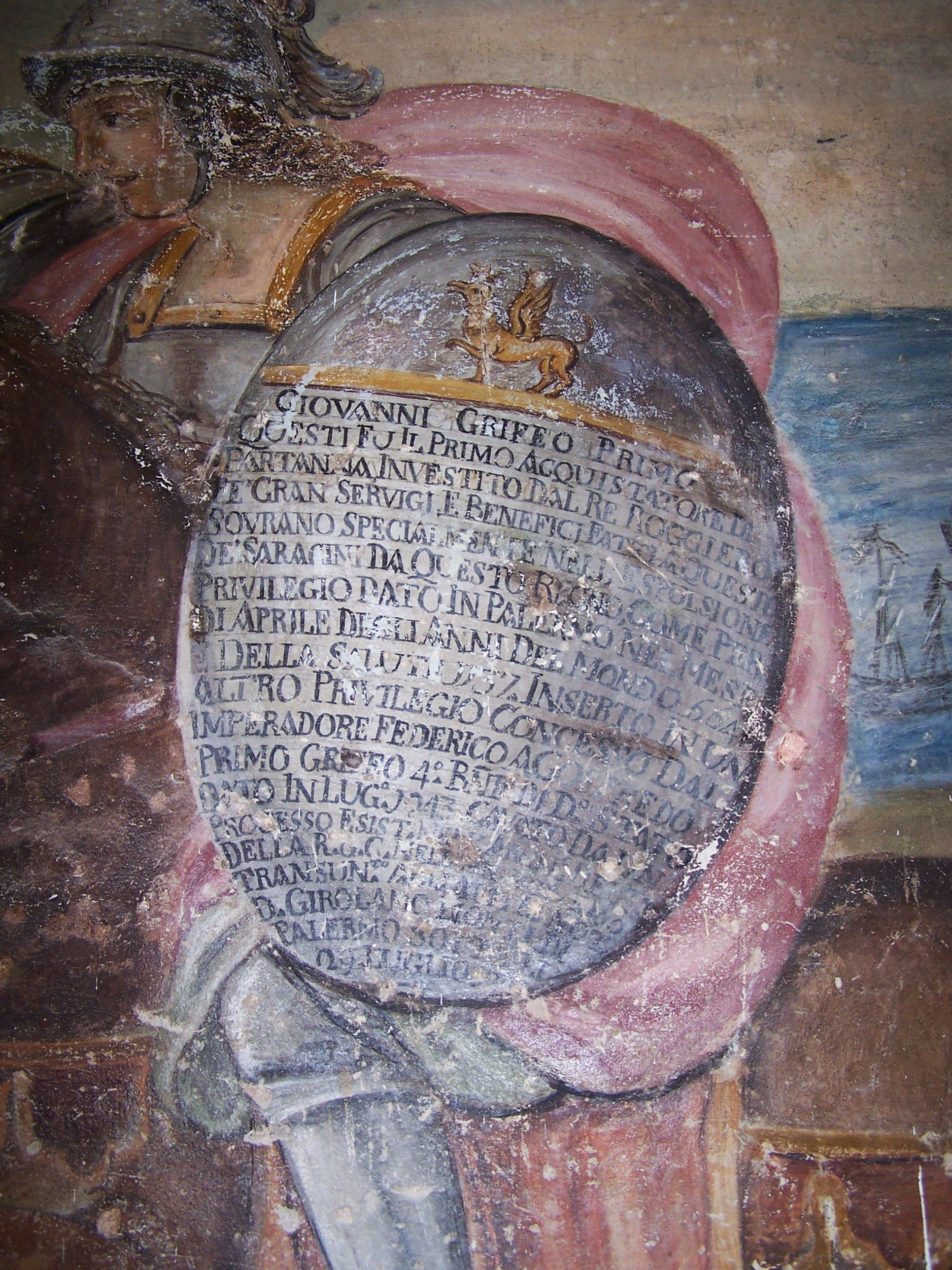
Particolare dell'affresco (scudo con il testo che richiama le concessioni del feudo e le origini della famiglia

Nel 1468 soggiornò nel feudo di Partanna lo scultore Francesco Laurana, che realizzò lo stemma dei Grifeo conservato nel cortile del castello e una serie di tredici sculture, oggi perdute, inserite nei giardini. L'artista scolpì inoltre altre statue per la chiesa del Carmine Nuovo.
Nel 1493 Baldassarre I Grifeo, tredicesimo barone di Partanna e sesto visconte di Galtellin, dopo aver servito nella corte di Ferdinando il Cattolico, divenne a 19 anni "generale nella guerra di Granada e di Portogallo"; sposò Eleonora Paternò e Maniaci dei principi di Sperlinga.
Nel 1570 Goffredo III Grifeo, figlio secondogenito di Baldassarre I, divenne il quindicesimo barone di Partanna, alla morte del fratello maggiore, Mario I Grifeo, privo di eredi maschi e ne sposò la figlia, Francesca Grifeo Vernagalli. Comandò una flotta a Mazara del Vallo contro il corsaro Dragorot che infestava i mari di Sicilia e aveva intenzione di attaccare l'isola di Malta.
Nel 1627 la baronia di Partanna divenne principato, con privilegio concesso a Guglielmo I Grifeo figlio di Anna Maria dei principi Maniaci di San Michele, di San Giorgio e dei duchi di Santa Maria, diciottesimo barone di Partanna, undicesimo visconte di Galtellin e signore di Ciminna dal re Filippo IV di Spagna. La cittadina si espanse parecchio con nuovi edifici e un riassetto degli assi viari arrivando a contare circa 11 000 abitanti fino al XVIII secolo.
Mario Grifeo e Bologna, con privilegio concesso il 14 luglio 1634 ottenne il titolo di duca di Ciminna. Nel 1641 era governatore della "Nobile compagnia della Carità" di Palermo e nel 1647 pretore di Palermo. Nel 1650 fu ambasciatore del senato di Palermo presso il principe e condottiero spagnolo don Giovanni d'Austria.
Nel 1685 Francesco Maria Grifeo fu vescovo di Mazara del Vallo: il suo ricco corredo è conservato nel museo diocesano della città.

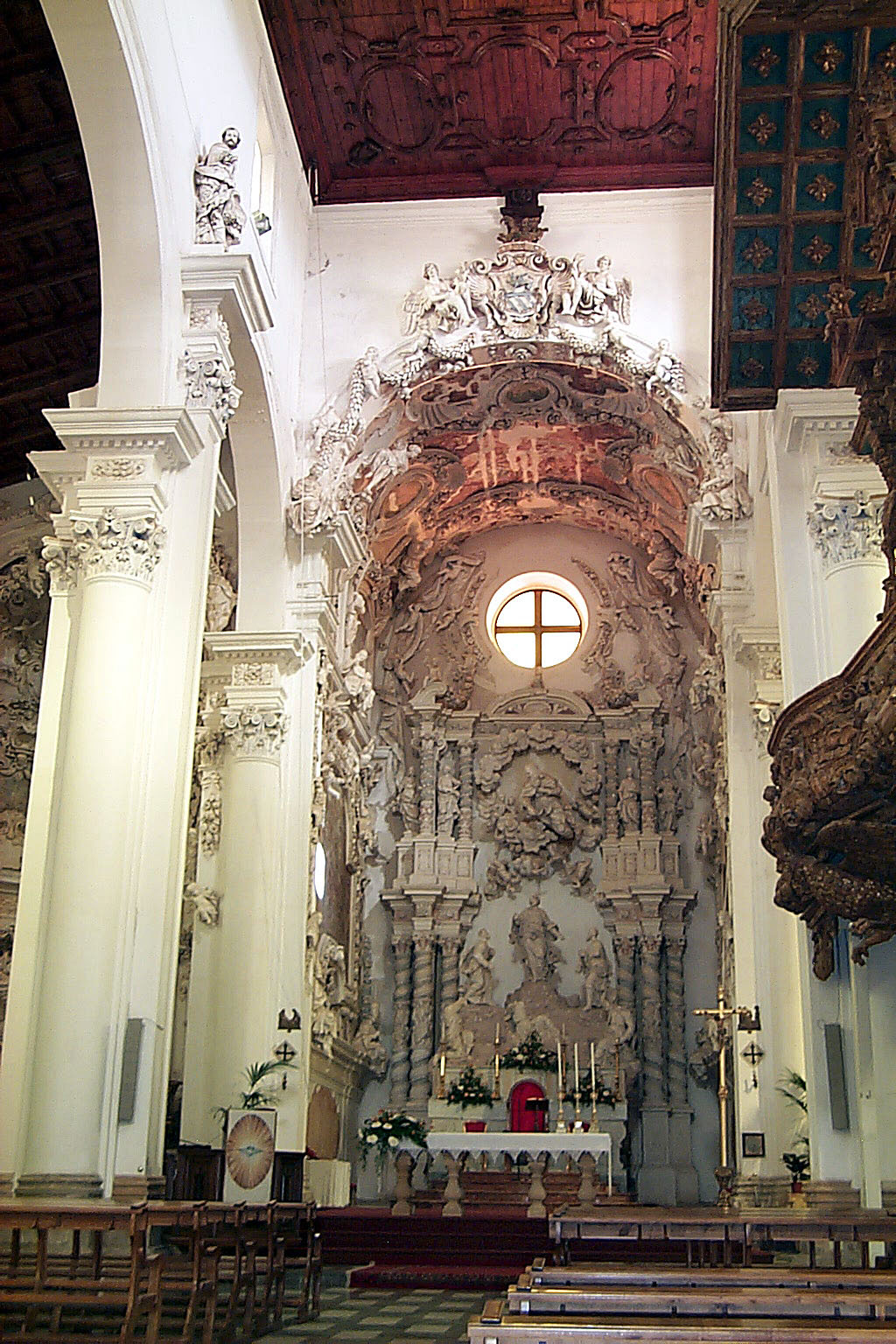
Chiesa matrice di Partanna, navata centrale: aspetto attuale dopo la ricostruzione

I Grifeo fecero innalzare la chiesa matrice decorata con stucchi nelle navate laterali e nel presbiterio per opera dei fratelli Serpotta e di Vincenzo Messina tra il 1692 e il 1729. La chiesa subì danni nel terremoto del Belice del 1968 ed è stata successivamente ricostruita.
Nel 1725 Ignazio Grifeo e Papè, marchese di Miraelrio e senatore del Vicereame di Sicilia, fu capitano di fanteria negli eserciti di Sicilia sotto il re Vittorio Amedeo II di Savoia.
Dal 1740 Girolamo I Grifeo, ventiduesimo barone e quinto principe di Partanna, quindicesimo visconte di Galtellin, quarto duca di Ciminna e duca di Gualtieri, fu più volte "deputato del Regno", "capitano giustiziere" di Palermo e pretore. Inoltre ottenne più volte la carica di "consigliere aulico" dell'imperatore Carlo VI.
Nel 1747 Benedetto II Grifeo, sesto principe di Partanna, fu "capitano giustiziere di Palermo ed entrò nell'ordine di Malta.
Girolamo Maria II Grifeo, settimo principe di Partanna divenne a sua volta cavaliere di Malta nel 1762 e fu anch'egli "capitano giustiziere" di Palermo nel 1771. Fu inoltre deputato del regno dal 1775 e ministro della giunta pretoria di Palermo dal 1779. Fu inviato come ambasciatore del Senato e del popolo siciliano al re di Napoli nel 1782. Ebbe anche i titoli di pretore di Palermo, di "gentiluomo di camera" del re e fu cavaliere dell'ordine di San Gennaro, sposò Laura Maniaci Paternò dei principi di San Michele e di San Giorgio e dei duchi di Santa Maria.

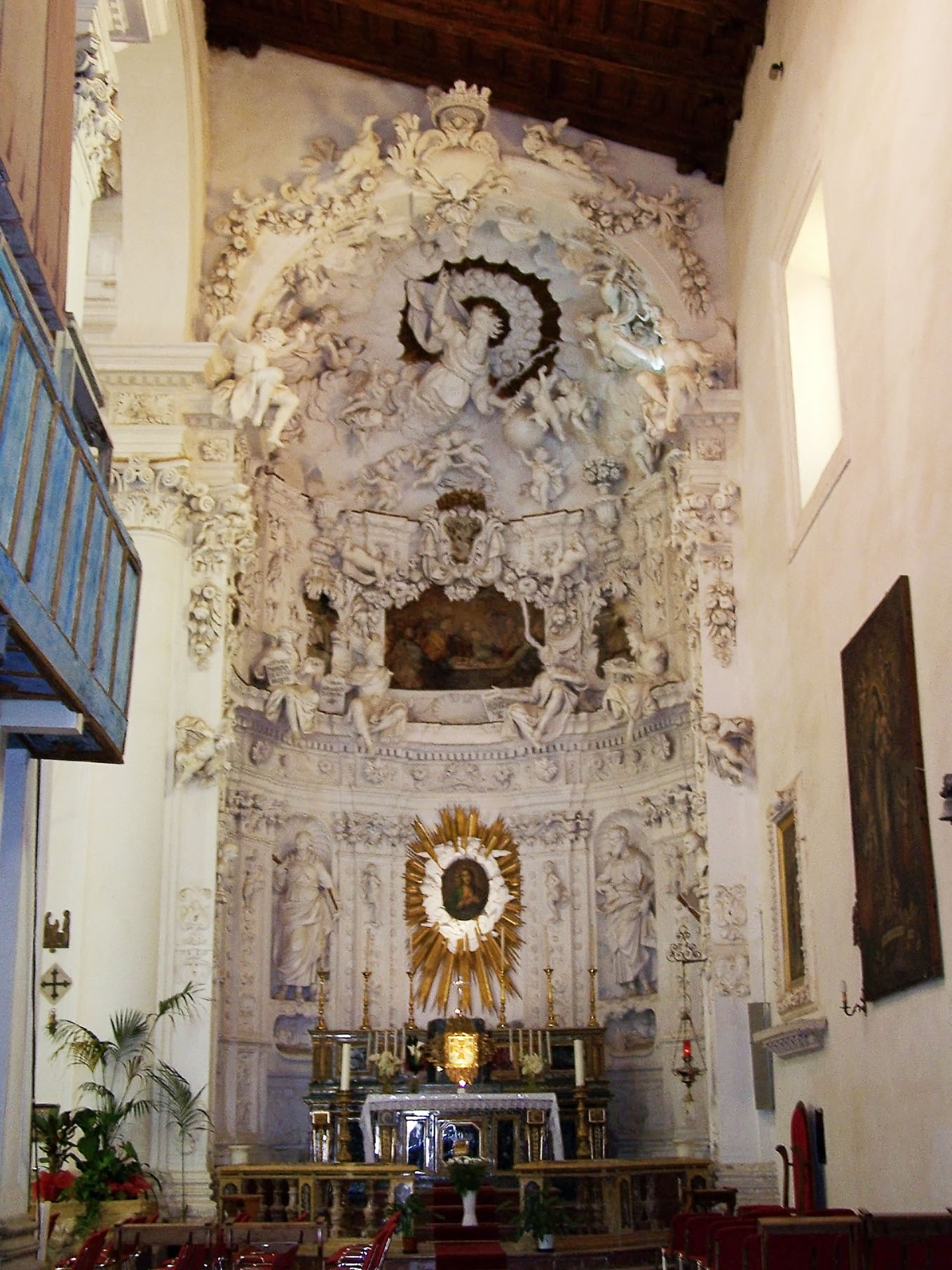
Chiesa matrice di Partanna, decorazione a stucchi nella navata destra dopo i restauri

Nel 1781 Benedetto Maria III Grifeo, ottavo principe di Partanna sposò la duchessa Lucia Migliaccio e Borgia, figlia ed erede di don Vincenzo, duca di Floridia, e di Dorotea Borgia, dei marchesi del Casale, che gli portò in dote il ducato di Floridia, la baronia delle quattro parti del feudo della Cavalera e il territorio di Mandarado. Benedetto fu deputato del regno dal 1786, cavaliere dell'ordine di San Gennaro, gentiluomo di camera e consigliere di stato del re. La moglie fu dama di corte della regina e dama dell'ordine di Maria Luisa di Spagna e dell'ordine della Croce stellata d'Austria; rimasta vedova fu sposa morganatica del re delle Due Sicilie Ferdinando I, che le donò Villa Floridiana all'interno del "Parco Grifeo" e il titolo di principessa di Castùra.

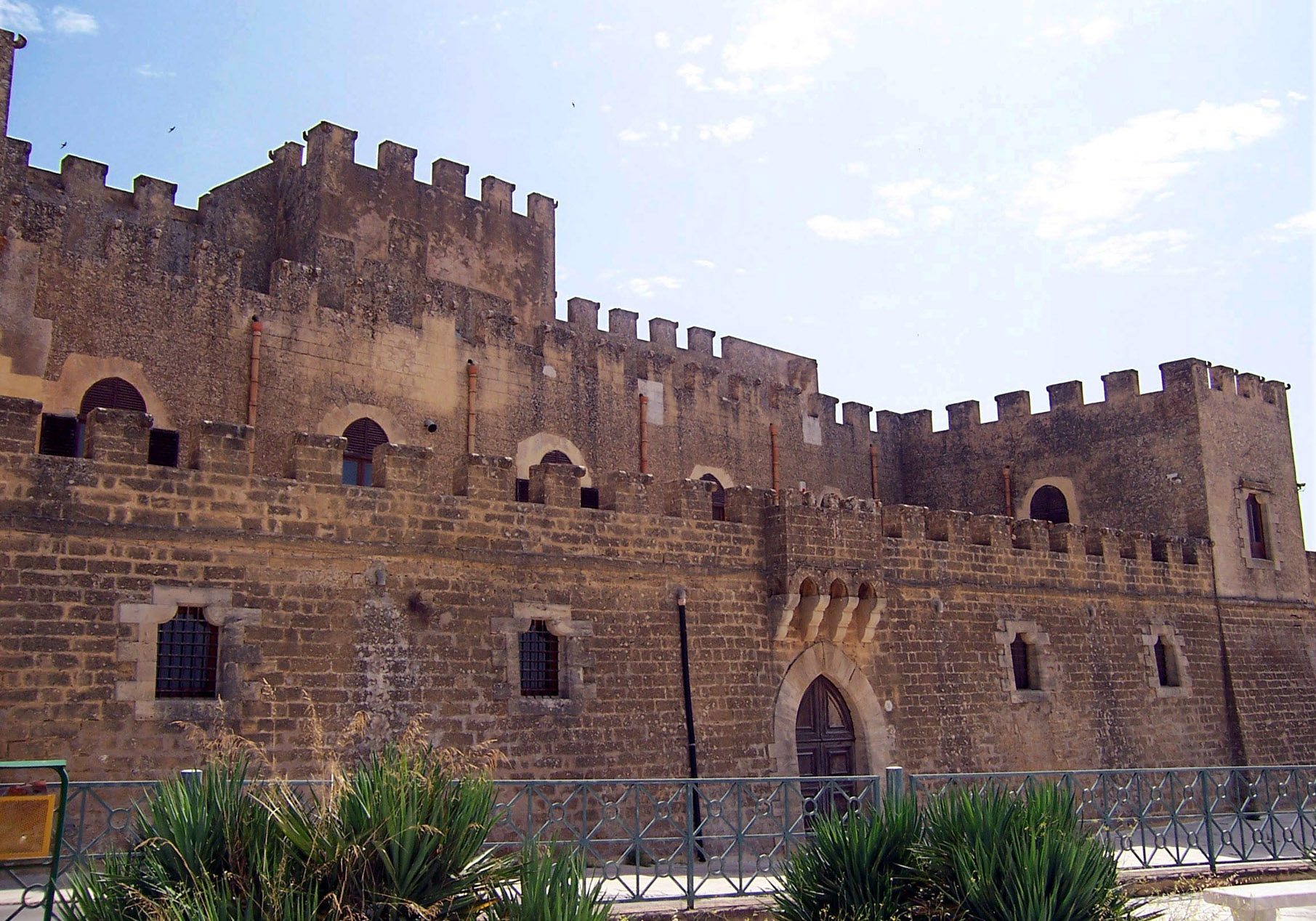
Castello Grifeo di Partanna, ingresso sud

Nel 1815 Vincenzo Grifeo Gravina e Migliaccio, nono principe di Partanna fu "gentiluomo di camera" del re e consigliere di stato e fu ambasciatore come inviato straordinario e ministro plenipotenziario presso il regno di Prussia e altre corti europee. Dal 1823 al 1827 tenne la legazione napoletana a Torino presso il re Carlo Felice. Il fratello Luigi Grifeo fu segretario di legazione a Torino e fu in seguito ambasciatore presso il granduca di Toscana e presso i ducati di Parma, di Modena e Reggio e di Lucca e ancora a Berlino e quindi a Madrid, dove morì il 18 agosto del 1860.
Francesco Grifeo e Gravina (nato a Berlino il 5 luglio 1821 e morto a Palermo il 6 ottobre 1900), ottenne nel 1872 il rinnovo del titolo di duca di Valverde". Fu gentiluomo di corte della regina Margherita, cavaliere d'onore e di devozione dell'ordine di Malta, cavaliere ufficiale dell'ordine della Corona d'Italia e dell'ordine dei Santi Maurizio e Lazzaro e grande ufficiale del Nichan-Iftikhar di Tunisi.
Giulia Grifeo di Partanna, appartenente al ramo napoletano della famiglia, sposò il regista Luigi Comencini, fu madre di quattro figlie e nonna di Carlo Calenda, figlio dell'economista Fabio Calenda e della regista Cristina Comencini. Carlo è stato ministro dello Sviluppo economico nel Governo Renzi e nel Governo Gentiloni, in precedenza Vice ministro per lo Sviluppo economico e Rappresentante permanente dell'Italia all'Unione europea.

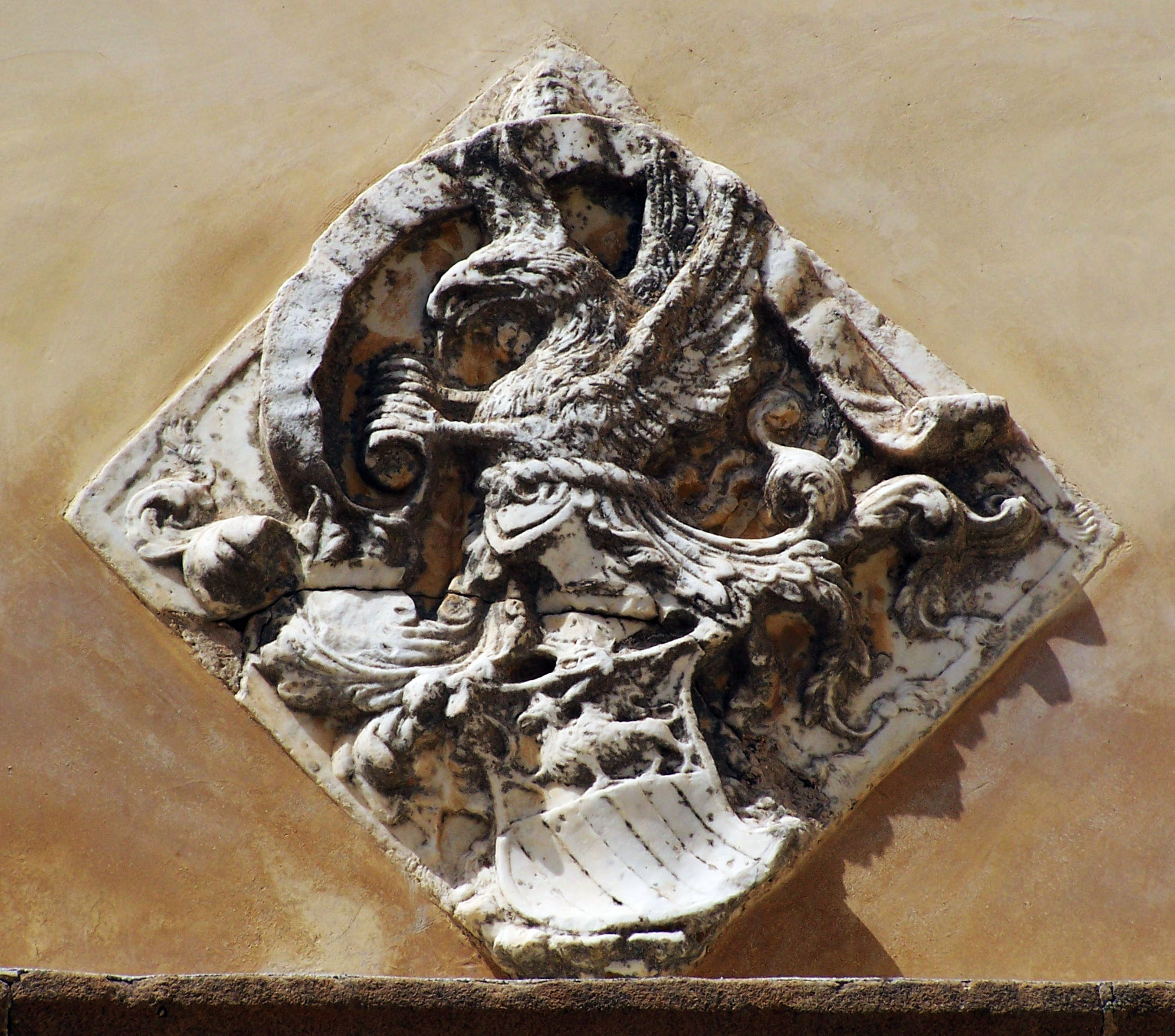
Stemma Grifeo, opera di Francesco Laurana - 1468 - Castello Grifeo, Partanna (TP)

## Stemma
Lo stemma della famiglia è del tipo definito "arma parlante": d'oro troncato da un filetto di nero. Nel primo un grifone di nero passante sulla partizione; nel secondo, tre bande d'azzurro.
Il motto è Noli Me Tangere.

## Grifeo nella toponomastica

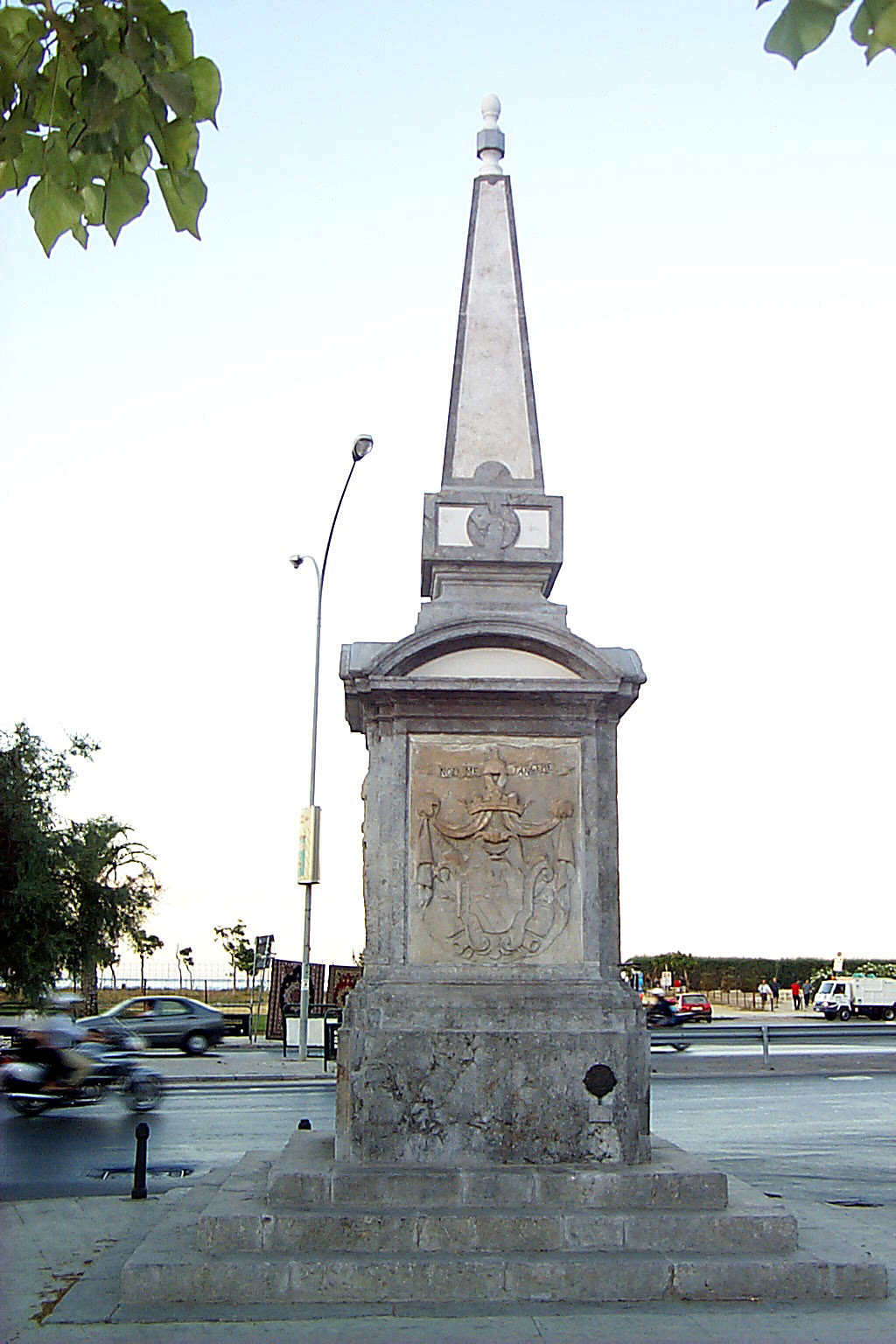
Palermo, Foro Umberto I: monumento-obelisco voluto nel 1784 da Girolamo II Grifeo pretore della città

Vie e palazzi che portano il nome della famiglia siciliana si trovano soprattutto in Sicilia (nel catanese, nel palermitano e nel trapanese) e a Napoli.

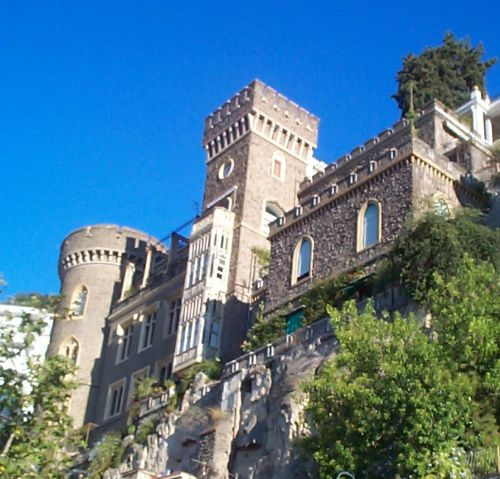
Castello Aselmeyer o Grifeo a Napoli

A Partanna si trova il Castello Grifeo, sede originaria della famiglia.
A Napoli si trova la "via del Parco Grifeo", che riporta il nome di una zona residenziale edificata su terreni appartenuti alla famiglia siciliana. Appartennero alla famiglia anche i palazzi Sala-Grifeo e Partanna, quest'ultimo attuale sede della Confindustria campana, la villa Floridiana e il castello Aselmeyer, ultimato nel 1902 dall'architetto Lamont Young in stile neogotico.
A Palermo è legato alla famiglia Grifeo il monumento-obelisco del 1784, voluto dal sovrano e dal viceré per onorare Girolamo II Grifeo, allora pretore di Palermo. L’obelisco celebrativo ricorda l'abbattimento del bastione marittimo delle mura cittadine per il fondamentale riassetto urbano e viario in quell’area di Palermo. Fu migliorata la rete stradale che connetteva alla via costiera lungo il mare, abbellita e allargata, resa più efficiente anche per i traffici e le carrozze. Fu aperta anche la nuova strada d’Alcalà, lo Stradone Sant’Antonino, oggi Via Lincoln. Dal testo in latino sul monumento: "In un antico bastione fuori dalla città, di 375 piedi di fronte e 660 in giro, il pretore Gerolamo Grifeo Principe di Partanna e sei senatori, interessatissimi alla gloria della patria e all'abbellimento della città, nell'anno 1784, per ordine del re Ferdinando e sotto la piena di buoni auspici amministrazione del Regno di Sicilia del viceré marchese Domenico Caracciolo, provvidero che diventasse comodissima la via prima sconnessa e di difficile traffico, dopo aver pareggiato il suolo e lasciando spazio ai carri e alle passeggiate dei cittadini che qui si affollavano". L’obelisco si trova lungo Foro Umberto I, proprio all'angolo con via Lincoln. 
Partanna-Mondello, ventiduesimo quartiere di Palermo, lungo la linea costiera della più celebre Mondello, fu fondato dal principe Girolamo I Grifeo e dalla moglie Laura La Grua, principessa di Carini, titolari di un feudo nel territorio dell'attuale sobborgo. Da allora nel centro urbano è presente "Villa Partanna", residenza di campagna da loro voluta nel XVIII secolo, una delle pochissime ville aristocratiche sopravvissute nell’area fino ai nostri giorni, salvata dalla speculazione edilizia.
A Terrasini (PA) si trova il palazzo D'Aumale, costruito nel 1835 da Vincenzo Grifeo, oggi sede del Museo regionale di storia naturale e di una mostra permanente del carretto siciliano. A Villagrazia di Palermo, nella zona di via Aloi, si trova una "casa Grifeo" o "Graffeo", una villa baglio settecentesca con annessa una piccola cappella.
A Caltagirone si trovano una via Grifeo e due palazzi. Scomparso è il "teatro Grifeo", che era stato restaurato nel 1851 dall'architetto Giovan Battista Filippo Basile. A Viagrande si trova il palazzo Carcaci-Grifeo di Partanna, del 1735), oggi di proprietà del comune e oggetto di restauri.
A Sciacca è presente un palazzo Graffeo o Grifeo, situato in via Giuseppe Licata 218.

Sono intitolate vie a Federico Grifeo, Medaglia d'oro al valor militare alla memoria nella prima guerra mondiale, a Isola Sacra (frazione di Fiumicino) e a Firenze, dove gli è inoltre intitolata la scuola materna comunale "Federico Grifeo".

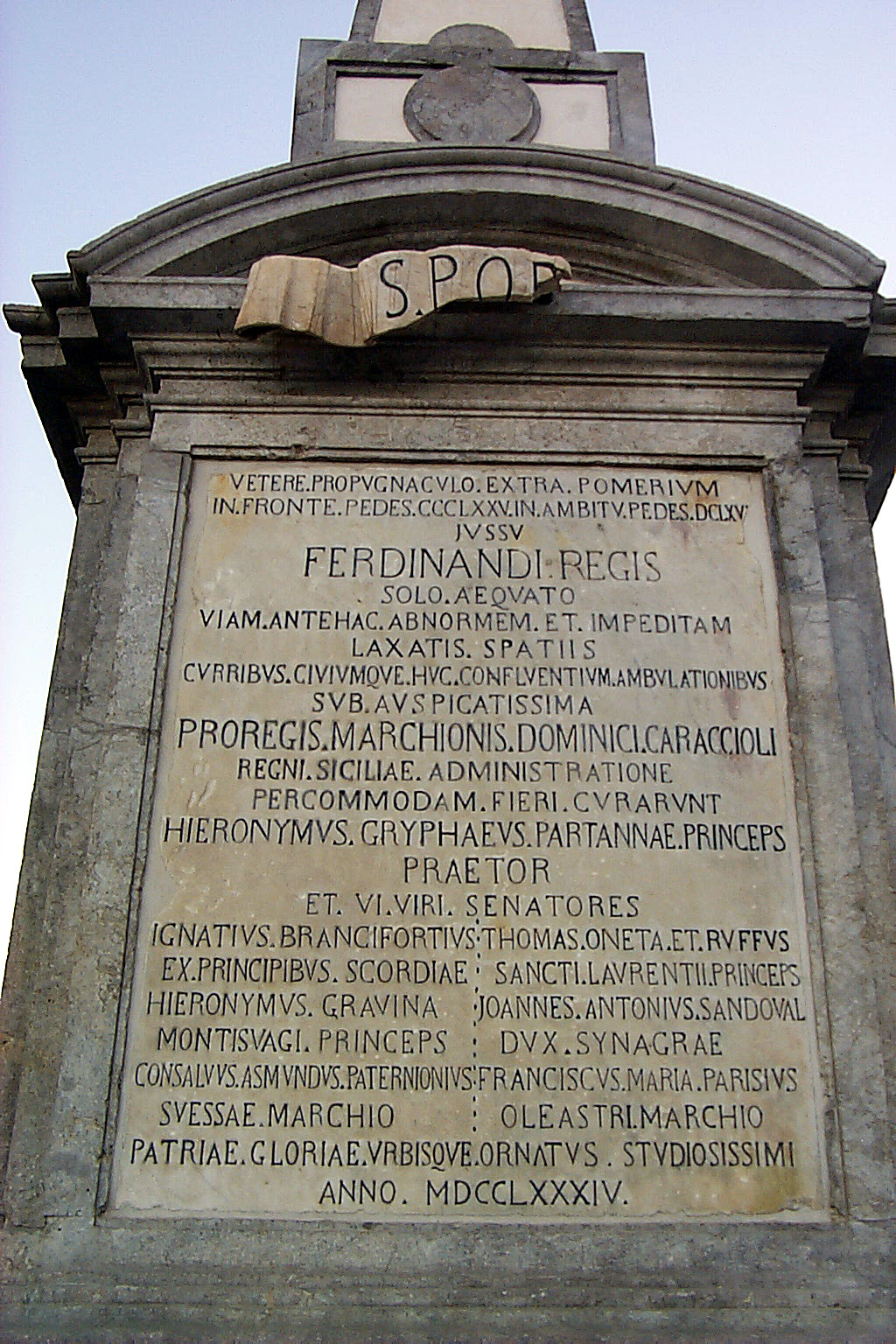
Palermo, Foro Umberto I: particolare con l'epigrafe sul monumento-obelisco

## Genealogia
Genealogia della famiglia Grifeo:
Baroni di Partanna (1139-1459)
- Giovanni II Graffeo (nipote di Giovanni I che nel 1091 ottenne il feudo dal Gran Conte Ruggero D'Altavilla): primo Barone di Partanna, ricevette nel 1139 il "privilegio" del titolo da parte di Re Ruggero II;
- Nicolò Grifeo: II Barone di Partanna nel 1176, figlio di Giovanni II Graffeo;
- Giovanni III: III Barone di Partanna, figlio primogenito di Nicolò Grifeo succedette al padre nel 1195;
- Goffredo I: IV Barone nel 1243; la sua baronia fu confermata dal re Federico II;
- Orlando Grifeo: V Barone nel 1275, cedette la sua baronia al figlio Goffredo II;
- Goffredo II: VI Barone di Partanna nel 1287;

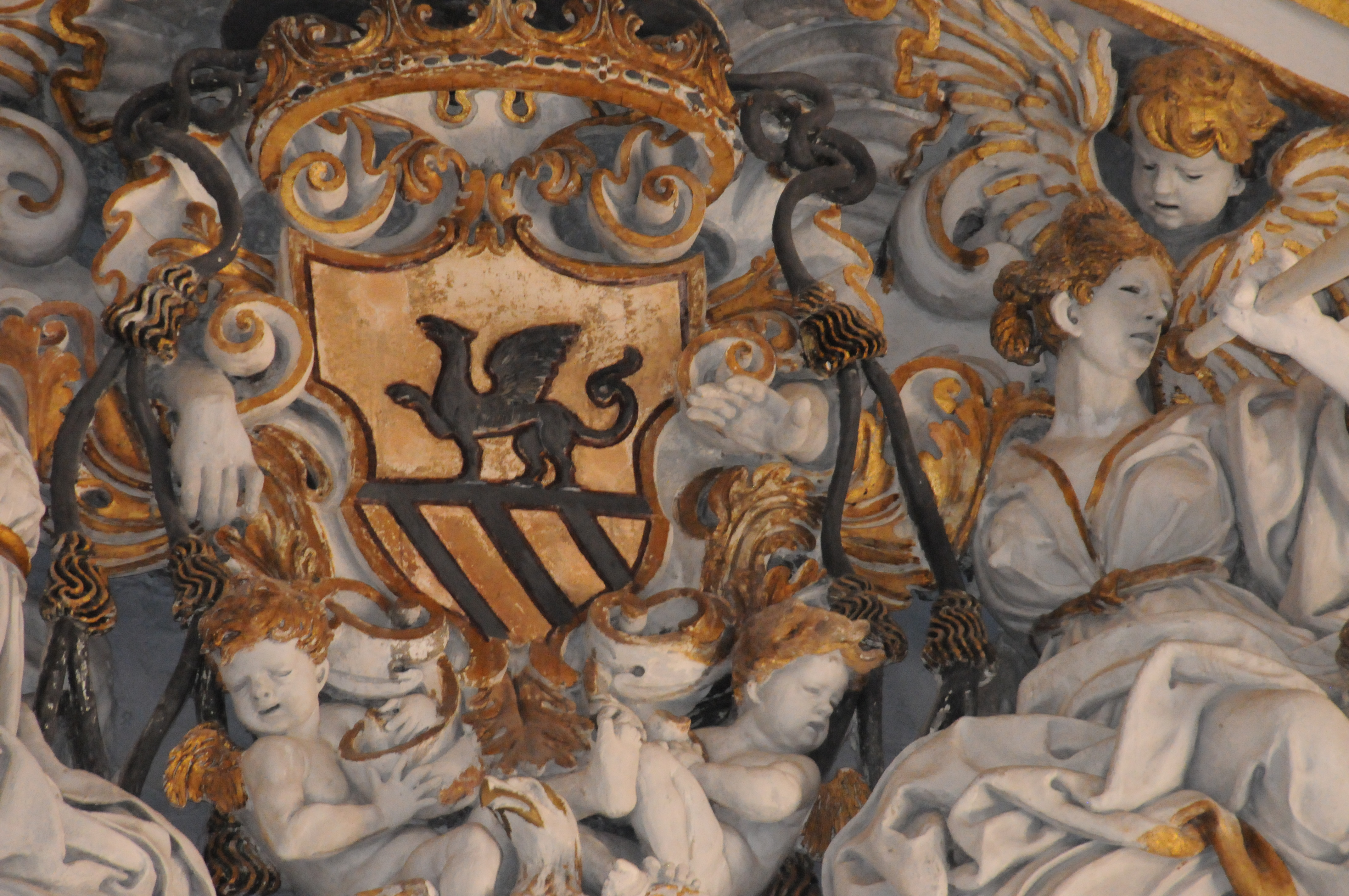
Stemma Grifeo di Partanna

- Stemma Grifeo di PartannaGiovanni IV Graffeo: VII Barone nel 1343 sotto il regno di Pietro D'Aragona; durante la sua baronia il territorio di Partanna venne fortificato grazie al restauro del castello;
- Benvenuto Graffeo: VIII Barone di Partanna; partecipò, nel 1339, alla battaglia di Lipari; visse in Spagna dal 1342 al 1348 sotto il re Pietro IV d'Aragona. Ritornò in Sicilia nel 1354;
- Onofrio I Graffeo: IX Barone che si ribellò ai catalani nel 1393, anno in cui gli venne tolto il privilegio sul castello e sul territorio di Partanna per poi prenderne diritto nel 1397;
- Benvenuto II Graffeo: X Barone nel 1416;
- Onofrio II Graffeo: XI Barone di Partanna nel 1453;
- Onofrio III Grifeo: XII Barone di Partanna nel 1487; nel 1459 gli venne fatto dono del castello e della terra di Partanna, era Capitano di Sciacca e fu nominato Capitano di Salemi nel 1481; fu nominato Capitano d'Armi della città di Trapani nel 1499 e fu eletto Capitano d'Armi di Marsala nel 1502

Successivi Baroni
- Baldassarre I Grifeo: XIII Barone di Partanna nel 1506; alla Corte di Re Ferdinando il Cattolico divenne generale nelle guerre di Granada e del Portogallo, mentre il 4 giugno 1492 divenne Capitano di Salemi;
- Mario I Grifeo: XIV Barone di Partanna con investitura il 9 marzo del 1515;
- Goffredo III Grifeo: XV Barone di Partanna nel 1549, inviato a Mazara per debellare le incursioni della flotta e dell'armata guidati dal pirata saraceno Dragorot che infestava i mari di Malta;
- Mario II Grifeo: XVI Barone di Partanna nel 1555;
- Goffredo IV Grifeo: XVII Barone di Partanna nel 1587

Principi di Partanna (1628-1658)

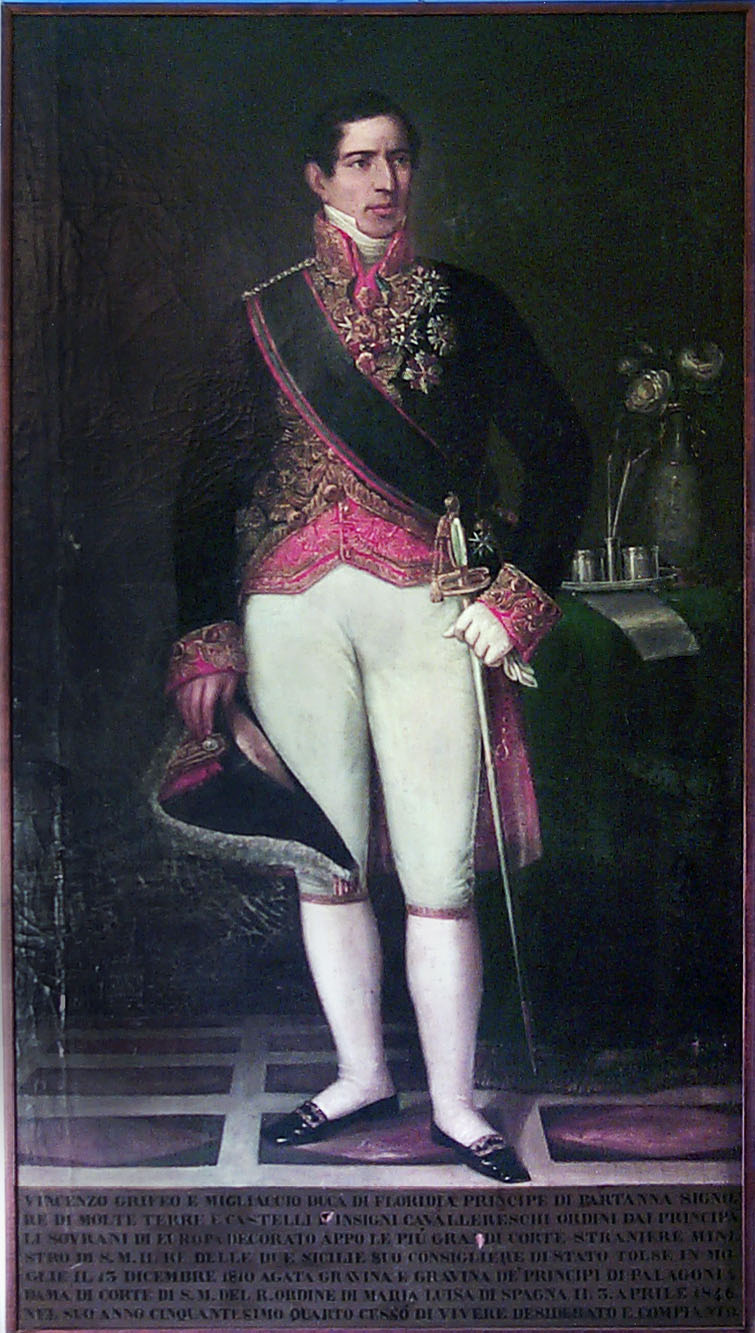
Quadro raffigurante Vincenzo Grifeo e Migliaccio, da Casa Grifeo

- Guglielmo Grifeo, fratello di Goffredo IV: primo Principe di Partanna nel 1628 per concessione di Re Filippo IV, dopo che, nel 1627, il territorio di Partanna fu elevato a principato;
- Mario III Grifeo: II Principe di Partanna nel 1647;
- Domenico Grifeo: III Principe di Partanna nel 1658.

Principi successivi
- Benedetto I Grifeo: IV Principe di Partanna nel 1686
- Girolamo I Grifeo: V Principe di Partanna nel 1705
- Benedetto II Grifeo: VI Principe di Partanna nel 1749
- Girolamo II Grifeo: VII Principe di Partanna sul finire del 1700
- Benedetto III Grifeo: VIII Principe di Partanna all'inizio del 1800
- Vincenzo I Grifeo: IX Principe di Partanna nel 1812
- Benedetto IV Grifeo: X Principe di Partanna nel 1845
- Vincenzo II Grifeo: XI Principe di Partanna nel 1853
- fino ai discendenti di oggi[13]